# الوحش داخل الإنسان (فلم)
الوحش داخل الإنسان فيلم دراما اجتماعي مصري  للمخرج أشرف فهمي عام 1981. الفيلم مأخوذ من رواية الكاتب الفرنسي إميل زولا «تيريز راكون Thérèse Raquin» التي صدرت عام 1867 وكتب السيناريو والحوار عبد الحي أديب. الفيلم من بطولة محمود ياسين وناهد شريف وسعيد صالح وصلاح السعدني وتدور أحداثه حول الشابة «صدفة» التي تخون زوجها وتتفق مع عشيقها على قتل الزوج.
صدر الفيلم إلى دور العرض المصرية في 31 يناير 1980.
منح موقع قاعدة بيانات الأفلام العربية «السينما.كوم» الفيلم درجة 5.7/ 10.

## طاقم التمثيل
محمود ياسين: في دور محمود النمرسي
ناهد شريف: في دور صدفة
سعيد صالح: في دور جدعنة (الشيخ المشعوذ)
صلاح السعدني: في دور سيد عبد الدايم
هياتم: في دور لواحظ (القهوجية)
زوزو حمدي الحكيم: في دو أم سيد
علي الشريف: في دور الصول جاد
حافظ أمين: في دور الدكتور عوض (طبيب القرية)
إسكندر منسي: في دور متولي (رئيس الأنفار)
نبوية سعيد: في دور خضرة
منصور الجوهري: في دور المحامي
بالاشتراك مع: سامية بكر

## أحداث الفيلم
يعيش محمود النمرسى (محمود ياسين) في رعاية أم سيد (زوزو حمدي الحكيم) التي تولت تربيته وإرضاعه، بعد موت والدته، مع إبنها سيد (صلاح السعدني) الذي يعاني من تخلف عقلي، كما تقوم أم سيد أيضاً برعاية ابنة خالة سيد الصغيرة صدفة (ناهد شريف). يعاني محمود من شُح وبخل عمه إبراهيم النمرسى، الثرى الظالم، الذي يملك الأراضى وقمائن الطوب بجزيرة الوراق. يقع محمود في حب صدفة ويقرر السفر للخارج لبناء مستقبله والزواج من حبيبته، وذلك بمساعدة لواحظ (هياتم)، صاحبة القهوة، على إستكمال ثمن تذكرة الطائرة. تنقطع أخبار محمود الذي كان يراسل الصول جاد (علي الشريف) بخطابات علم من خلالها بزواج صدفة من أخيه في الرضاعة المتخلف، وكان سبب الزواج هو محاولة أم سيد الحفاظ على الثروة التي ورثتها صدفة عن أمها، فإدعت أن محمود قد تزوج بالخارج، فأضطرت صدفة على الموافقة على زواجها من سيد. لم يكن سيد مهيئاً للزواج، فبجانب تخلفه العقلي كان مريضا، واخبرهم طبيب القرية عوض (حافظ أمين)، إمكانية زواجه، لو أجرى جراحة بالخارج. كانت صدفة تعيش مع سيد في حرمان جسدي وأيضا في غضب من محمود الذي تخلى عنها. يعود محمود بعد أن فشل في الخارج ويعلم بوفاة عمه النمرسى، وأنه الوريث الوحيد الذي يرث ثروة طائلة، ليصبح بعدها أغنى رجال القرية، ويقرر أن يشرك كل المحتاجين في ثروته. كانت المفاجأة أن عمه أوقف أرضه لبناء معهد ديني ومدارس لتحفيظ القرآن، وأوقف قمائن الطوب، للإنفاق على المدارس والمعهد، وترك ثلاثون ألف جنيه نقداً، يرثها محمود بشرط استكمال دراسته بالمعهد الديني. يصدم محمود ويقرر عدم تنفيذ وصية عمه الظالم ويقرر العمل في قمائن أم سيد. تنشأ علاقة بين محمود ولواحظ بينما تلاحقه صدفة بدافع الغيرة، وتنشأ بينهم علاقة جنسية تتسبب في احساس محمود بخيانة أخيه في الرضاعة فيقرر السفر للخارج مرة أخرى. تطلب صدفة من محمود أن تسافر معه للتخلص من سيد، وتتطور الأحداث ويعرف سيد بخيانة محمود مع زوجته وتدور بينهم معركة تنتهي بقتل سيد على يد محمود. تظل صورة سيد تطارد محمود في كل مكان، ويحاول النسيان في أحضان لواحظ. تعترف أم سيد بخطئها وتطلب من محمود الزواج من صدفة، والإقامة معها ليحل محل سيد. يتزوج محمود من صدفة، ولكنه لا يستطيع التخلص من تأنيب الضمير، خصوصا وأن مشعوذ القرية، الشيخ جدعنة (سعيد صالح)، كان يردد في كل مكان، قوله «يمهل ولا يهمل، عارف والعارف لا يعرف» ويظن محمود أن جدعنة قد رآه وهو يقتل سيد، ويحاول الإعتداء عليه أكثر من مرة، حتى يكشف نواياه.
يقوم محمود بالتربص في الظلام ليقتل جدعنة، ولكنه يقتل رشوان ابن العمدة بالخطأ، وحينما يعترف بذلك للنيابة، يعتبروه مجنونا. تستحيل الحياة بين صدفة ومحمود وأثناء العتاب أيهما المسئول عن مقتل سيد، وتسمعهم أم سيد، فتصاب بالشلل وتفقد النطق، ويترك محمود البيت ليفيم عند لواحظ. تقوم صدفة بتهديد لواحظ بالقتل إن لم تبتعد عن محمود، وعندما يعلم محمود أن صدفة حامل يعود لبيت أم سيد ويقرر نسيان ماحدث، وتكوين عائلة جديده. تستدعي النيابة صدفة ليلاً، ويظن محمود أن جدعنة أبلغ النيابة، فيقرر إنقاذ صدفة، ويكتب إعتراف بأنه القاتل، ويسلم الإعتراف لعم مدبولي (اسكندر منسى) ليسلمه للصول جاد أثناء صلاة الفجر. تعود صدفة لتخبره أن النيابة وجدت لواحظ مذبوحة، فظنت إنها القاتلة، ولكنهم قبضوا على الشيخ جدعنة، الذي إعترف بذبحها، فأعتذرت لها النيابة، وأفرجت عنها. يسارع محمود وصدفة للوصول لعم مدبولى، قبل أن يسلم الإعتراف للصول جاد، ولكنهم يتعرضوا لحادث في الطريق ويلقيا مصرعما.

## نقد الفيلم
كتب الناقد محمود قاسم في كتابه "جميلات السينما المصرية" وفي فصل خاص بالممثلة "ناهد شريف" التي أطلق عليها في كتابه "اغراء بلا حدود" ووصفها بأنها: "في أغلب الأعمال التي قامت ببطولتها لم تكن مغرية بقدر ما تعرت"، وتابع الكاتب قائلاً: "في فيلم "الوحش داخل الإنسان" لأشرف فهمي، لعبت الممثلة دور المرأة التي تخون زوجها الأبله مع صديقه فتتفق معه على قتل الزوج، و"صدفة" في هذا الفيلم أقل تعرياً مما كان يجب أن تكون عليه، فهي امرأة تعاني من الحرمان الجنسي والعاطفي بسبب ضعف زوجها، وعلاقتها بمحمود تنم عن توقد جذوة في الجسد الذي ظل راقدا في غفوة طوال سنوات كثيرة. ورغم أن الدور جنسي في المقام الأول إلا أن مساحة الإغراء بدت ضعيفة، والجدير بالذكر أن الفيلم الذي عرض عام 1981، كان من بين الأعمال الأخيرة للممثلة.

## نسخ الرواية في السينما
بالإضافة للفيلم المصري «الوحش داخل الإنسان» صدرت رواية إميل زولا في العديد من الأفلام:
تيريز راكوين (1915): فيلم إيطالي صامت قصير للمخرج نينو مارتوليو
تيريز راكوين (1928): فيلم ألماني للمخرج جاك فيدر
تيريز راكوين (1950): تكيف بي بي سي بطولة سونيا درسديل في دور تيريز
تيريز راكوين (1953): للمخرج مارسيل كارن
تيريز راكوين (1956): فيلم تلفزيوني ألماني
تيريز راكوين (1965) فيلم تلفزيوني سويدي
تيريز راكوين (1966): فيلم تلفزيوني ألماني
تيريزا راكوين (1977): مسلسل تلفزيوني مكسيكي
تيريز راكوين (1979): فيلم تلفزيوني بلجيكي
تيريز راكوين (1980): مسلسل بي بي سي بطولة كيت نيلجان في دور تيريز، وبريان كوكس في دور لوران، وآلان ريكمان في دور فيدال (صديق لوران)
تيريز راكوين (1985): مسلسل إيطالي
عطش (2009): فيلم رعب كوري اقتبس عددًا من عناصر الحبكة من تيريز راكوين
في سر (2013): فيلم أمريكي للمخرج تشارلي ستراتون من بطولة إليزابيث أولسن في دور تيريز وجيسيكا لانج في دور مدام راكين وأوسكار إسحاق في دور لوران وتوم فيلتون في دور كاميل.

## روابط خارجية
- مقالات تستعمل روابط فنية بلا صلة مع ويكي بيانات
- الوحش داخل الإنسان على موقع الدهليز
- الوحش داخل الإنسان على موقع كاروهات

https://www.britannica.com/topic/Therese-Raquin الوحش داخل الإنسان (فيلم)